# 竹圍工作室
竹圍工作室是位於台灣新北市淡水區竹圍的藝文空間，同時也是台灣早期的替代空間之一，1995年成立，以在地行動、國際連結為主旨，協助台灣國內外藝文創作者以及團體短期申請，能夠從事創作、展演、實驗研究、社區發展、藝術教育等活動。
竹圍工作室佔地2,645平方公尺，前身為廢棄的雞舍，經由創辦人蕭麗虹老師和其他幾位陶藝家的整理，成了隱身都市的藝術工作室。

## 歷史

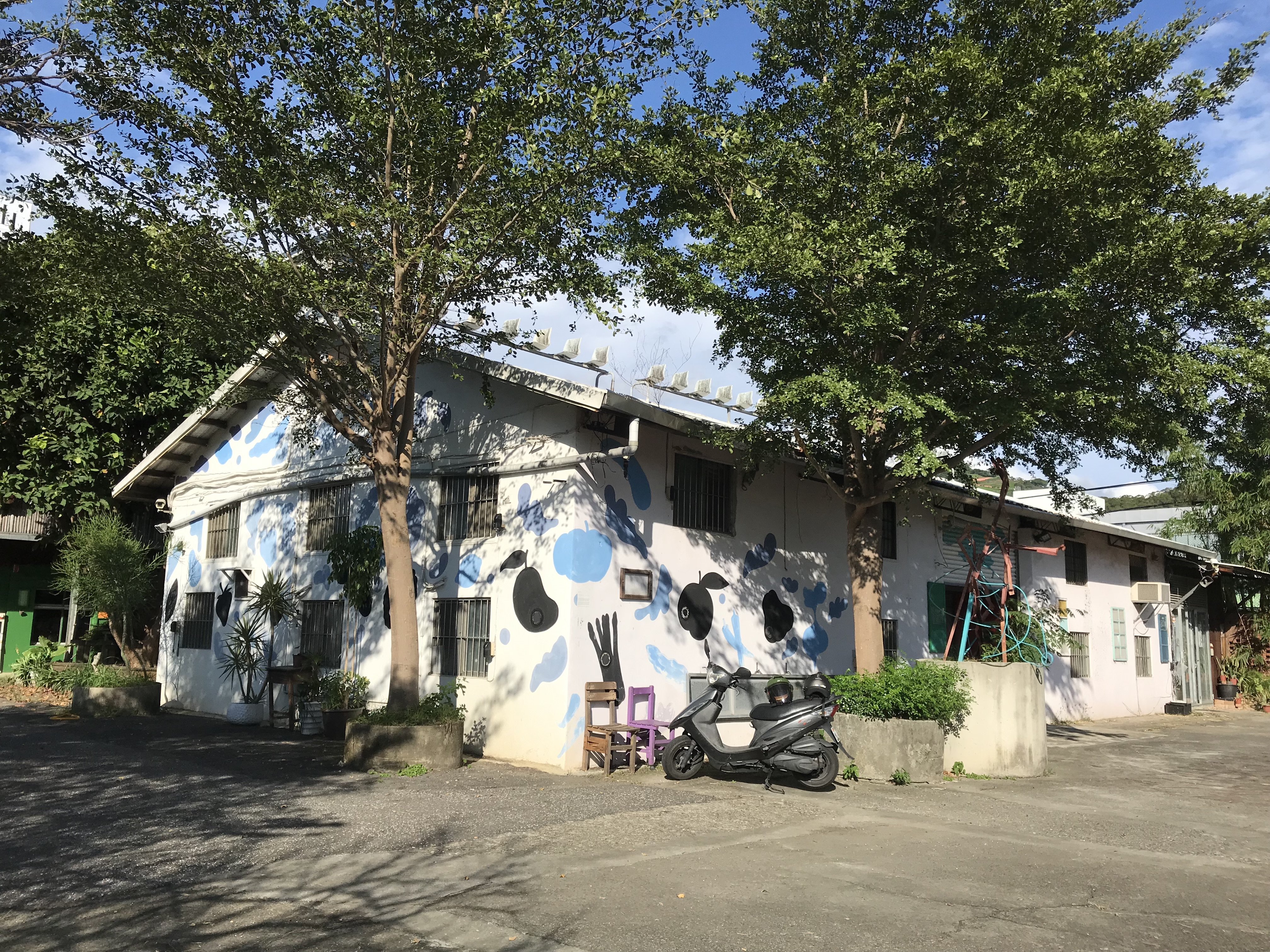
內部景觀

竹圍工作室最初由蕭麗虹、陳正勳和范姜明道三位陶藝創作者共同發起。1995年時，他們擇定台北捷運竹圍站附近的廢地成立，做為創作大型裝置藝術另類展覽空間:48。
竹圍工作室從成立後到2004年間，屬於「藝術服務事務所」時期。最初幾年，工作室陸續舉辦了數檔展覽，類型包括陶藝、實驗性裝置藝術、實驗藝術和實驗性展演等。1998年起，竹圍工作室與政府機關和藝文團體合作，研究文化政策並建構交流的網絡。2000年起，竹圍工作室將國際交流視為經營重點，對國際上的藝術議題進調查研究，並擔任國際藝術村協會（Res Artis）、美國藝術村聯盟（Alliance of Artist Communities）等國際駐村組織在亞洲的交流平臺:49-50。
2001年起，竹圍工作室與廟公進行土地產權訴訟，許多營運計畫暫停。工作室在次年進行閉館整修，改建完成後的空間包含多媒材工作室、視覺與表演藝術發表場地，以及戶外的中庭花園。並引入國際藝術村的操作模式，將部分工作租給藝術家，作為長期入駐的藝術村:49-51。
2005年，竹圍工作室成立「竹圍創藝國際有限公司」，以投標、接案做為收入來源，將主要發展方向定為「藝術空間、創意產業、國際交流與研究」三者。7月創立亞洲地區文化空間的交流平臺「亞洲藝術網絡」（Intra Asia Network）。同年，竹圍工作室在土地訴訟官司部分勝訴，2006年通過公權力介入收回被強佔的土地後空間增加，於是二度進行閉館整修。調整之後的竹圍工作室有三個室內展間、兩個戶外廣場，並具備長期進駐、駐村跟展演三種功能:51。
在本次調整之後，表演藝術團隊「身聲演繹劇場」入駐，讓創辦人之一的蕭麗虹發現藝文領域缺少育成、研究、研發的系統，於是將工作室經營方向進行調整，引入國際交流中獲得的視野，從多元的議題上進行育成跟服務的工作。由於這類工作獲得的營收難以抵銷虧損，到了2011年蕭麗虹遂遵從友人建議，成立非營利組織以利接受贊助:51-52。

## 組織型態
竹圍工作室先後經歷四種不同的經營型態，最初為商業性質的藝術服務事務所，但因為稅務問題，後改為零售店。2005年成立的竹圍創藝國際有限公司為承接專案的工具，而2011年登記成為台北市的非營利演藝團體，即工作室在法律上是雜藝團身份:80-81。
工作室的經費來源多為創辦人蕭麗虹個人資源，以及承接外部專案而來。人事結構也視專案的情況而定，最少的時候僅由蕭麗虹一人兼職管理，2013年時則有兩名專職人員負責空間經營，4名兼職人員負責不同專案事務。營收來源包括政府補助、場租收入和接案收入:81-83。

## 外部連結
- 官方網站 （页面存档备份，存于）
- 25週年系列活動頁面 （页面存档备份，存于）

## 注解
1. ↑  https://artouch.com/news/content-3274.html
2. ↑  . 文化部.   [2019-02-24]. （原始内容存档于2019-02-24）.
3. ↑  陳宜加. . 中時電子報. 2015-10-03  [2019-02-24]. （原始内容存档于2019-02-24）.
4. ↑  馮毅揚、鄭芳宜. . 生命力 (新北市). 2016-12-08  [2019-02-24].[永久]
5. 1 2 3 4 5  
張馨元. . 元智大學藝術與設計學系-藝術管理碩士論文 (桃園市). 2013-07-06 （中文（臺灣））.
6. 1 2  
黃秀琳. . 東海大學美術學系碩士論文 (台中市). 2013-07-02 （中文（臺灣））.